# Naissance en 1055
Naissance
- 1051
- 1052
- 1053
- 1054
- 1055
- 1056
- 1057
- 1058
- 1059

Cette page dresse une liste de personnalités nées au cours de l'année 1055 :
- 6 août : Malik Shah Ier, ou Mu`izz ad-Dîn Djalal Jalâl ad-Dawla Malik Shah, Melikşah, sultan seldjoukide.

- Aymon II de Bourbon, dit Vaire-Vache, seigneur de Bourbon.
- Renaud Ier de Carteret (Réginald de Carteraye), chevalier, membre de la noblesse normande, seigneur de Carteret et de Saint-Ouen.
- Fujiwara no Akisue, noble et poète japonais.
- Gyōson,  poète et moine japonais bouddhiste.
- Hugues de Dammartin, comte de Dammartin.
- Minamoto no Shunrai, aussi appelé Minamoto Toshiyori, poète japonais.
- Renaud II de Nevers, comte de Nevers.
- Uicheon, ou Daegak Guksa, moine bouddhiste coréen.
- Vigrahapala III (en), roi des Pala.

date incertaine (peut-être en 1055)
- Guillaume Ier de Garlande, seigneur de Garlande et de Livry-Gargan, de Gournay-sur-Marne et peut-être de Chantilly.
- Gruffydd ap Cynan, roi de Gwynedd.